# 南宫长万
南宫长万（？—前682年），又稱南宮萬、宋萬，中国春秋時期宋国政治人物。
前683年，長萬在乘丘之役時被鲁国俘虏。獲釋後，長萬受到宋閔公的奚落。前682年秋八月甲午，南宫長萬殺死宋後閔公於蒙澤，在門口殺死大夫仇牧，又在東宮西面殺害太宰華督，改立宋子游為君。
宋國公族蕭叔大心向曹國借兵殺死宋子游，改立宋前桓公，南宮長萬出逃陈国，宋國給予陳國金錢，陳國「使婦人飲之醇酒，以革裹之，歸宋」，長萬被引渡回宋國，受剁成肉醬。